# Daniel Peter
Daniel Peter (Moudon, 9 maart 1836 - Vevey, 4 november 1919) was een Zwitsers chocolatier. Hij staat bekend als de uitvinder van de melkchocolade.

## Biografie
Na zijn handelsstudies opende Daniel Peter in 1856 in Vevey een kaarsenfabriek en -winkel. Later zou hij echter overschakelen op de productie van chocolade. In 1863 huwde Peter immers met Fanny-Louise Cailler, een dochter van chocoladepionier François-Louis Cailler. In 1875 vond hij vervolgens de melkchocolade uit. Enkele jaren later won hij met zijn melkchocolade een medaille op de Wereldtentoonstelling van Parijs van 1878. In 1896 verkocht Peter zijn fabriek aan Gabriel Montet en werd hij benoemd tot directeur van de Société des chocolats au lait Peter SA. Het chocoladebedrijf van Peter zou in 1911 fuseren met Cailler tot Peter Cailler Kohler SA en in 1929 opgaan in Nestlé.
Peter was ook politiek actief op lokaal vlak. Hij was van 1893 tot 1896 gemeenteraadslid van Vevey.